# Trichopternoides
Trichopternoides Wunderlich, 2008 è un genere di ragni appartenente alla famiglia Linyphiidae.

## Distribuzione
L'unica specie oggi nota di questo genere è stata rinvenuta in varie località della regione paleartica.

## Tassonomia
Dal 1949 al 2008 gli esemplari erano classificati nel genere Trichopterna Kulczyński, 1894. Un lavoro di Wunderlich ha dato dignità di genere a sé a questa specie pur riconoscendone varie caratteristiche in comune con Trichopterna.
A giugno 2012, si compone di una specie:
- Trichopternoides thorelli (Westring, 1861)[3] — Regione paleartica